# Heiratserlaubnis

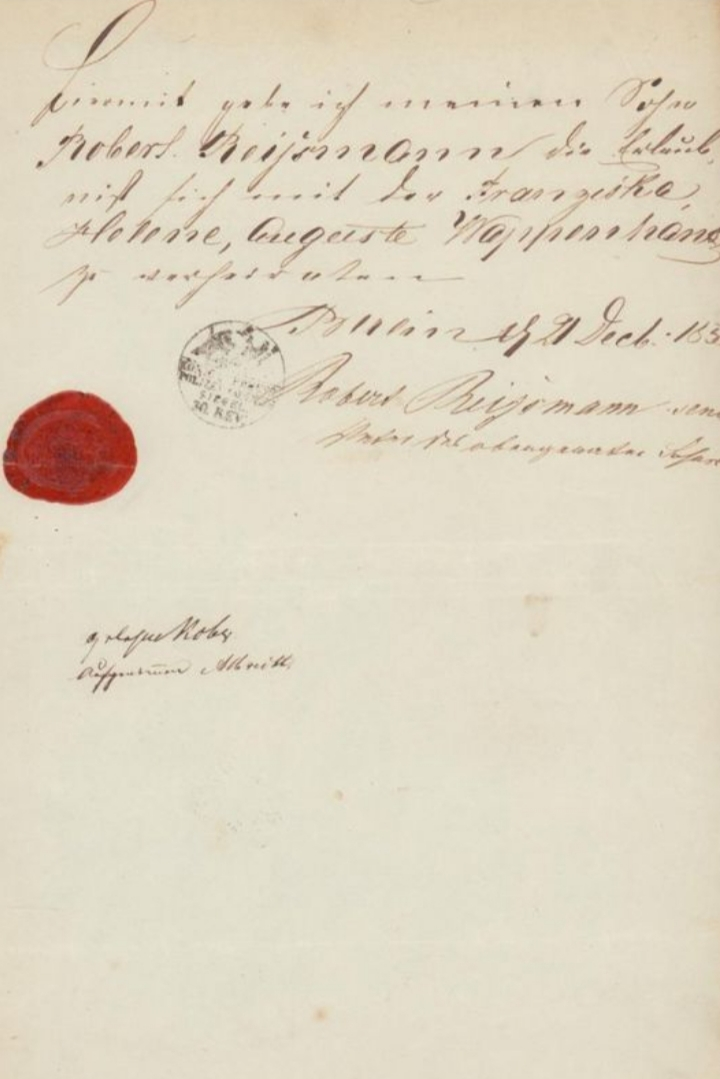
Berlin 1858: Ein bürgerlicher Vater erlaubt seinem Sohn, eine bestimmte Frau zu heiraten, gesiegelt mit Familienwappen, amtlicherseits dokumentiert

Eine Heiratserlaubnis ist die Zustimmung eines Dritten zur Eheschließung.
Die Geschichte weist unterschiedliche Erscheinungsformen der Notwendigkeit der auch als Heiratslizenzen bezeichneten Erlaubnis auf.

## Geschichte
Die mit der Heiratserlaubnis ausgedrückte Zustimmung kann rechtlich geboten oder aus Machtansprüchen hergeleitet sein. Die Erlaubnis nahmen für sich sowohl Feudalherrscher als auch Dienstherren und Arbeitgeber in Anspruch. Dabei haben sowohl die Verdeutlichung von Hierarchie und Machtansprüchen, als auch die Wahrung der Qualität des Berufsstandes eine Rolle gespielt.
Im Mittelalter gestatteten in Städten Magistrat, Gilde oder Zunft nur demjenigen die Ehe und Familiengründung, der aufgrund von Vermögen oder Einkommen in der Lage war, eine Familie zu unterhalten (siehe auch: Ehe im Mittelalter).
Wer durch Heirat zum vollwertigen Bürger wurde, musste gemäß Anordnung zur Brandverhütung im Kurfürstentum Trier vom 9. Mai 1721 mindestens einen stets funktionsfähigen Feuer- oder Brandeimer zum Löschen von Bränden nachweisen. Diese Bestimmung galt auch in weiteren Kurfürstentümern des Heiligen Römischen Reiches.
Im 18. und 19. Jahrhundert galt Fabrikarbeit mithin nicht als ausreichende Grundlage für eine Ehe. Ehebeschränkungen führten zu einem Anstieg des Heiratsalters und einer größeren Zahl ledig bleibender Männer und Frauen. Auch waren uneheliche Geburten in der Arbeiterschicht und in ländlichen Gebieten (etwa unter Dienstboten) nicht unüblich.
Im Norddeutschen Bund wurde 1868 grundsätzlich die Eheschließungsfreiheit eingeführt, die zum 1. Januar 1871 auf die meisten süddeutschen Staaten ausgedehnt wurde. 
Das am 1. Januar 1876 im Deutschen Kaiserreich in Kraft getretene Gesetz über die Beurkundung des Personenstands und der Eheschließung legte fest, dass nur noch Soldaten und manche Beamte eine Heiratserlaubnis benötigten. Diese Ausnahmen wurden im Jahr 1900 in das BGB und 1938 in das Ehegesetz übernommen (im rechtsrheinischen Bayern war bis 1915 eine Heiratserlaubnis erforderlich, siehe Heimatrecht). 
Das vom Alliierten Kontrollrat im Jahr 1946 erlassene neue Ehegesetz enthielt kein Erfordernis einer Heiratserlaubnis mehr.

## Beispiele aus dem militärischen Bereich
- Römisches Reich: Soldaten durften während ihrer Dienstzeit nicht heiraten. Erst nach ihrer Honesta missio konnten sie heiraten (Conubium). Häufig lebten sie jedoch zuvor in eheähnlichen Verhältnissen mit einer Konkubine, was von ihren Vorgesetzten toleriert wurde.
- Österreich-Ungarn: Zur Heiratserlaubnis für heiratswillige Heeres-Offiziere siehe Heiratskaution.
- Preußische Armee: Um zu heiraten, musste die Heiratserlaubnis vorliegen, die vom Vorgesetzten erteilt wurde.
- Deutsches Kaiserliches Heer: Für die Eheschließung musste eine vom Vorgesetzten erteilte Heiratserlaubnis vorliegen.
- Wehrmacht: Die Angehörigen der Wehrmacht bedurften zur Heirat der Erlaubnis ihrer Vorgesetzten.[4]
- Bundesgrenzschutz: Nach dem damaligen Bundesgrenzschutzbeamtengesetz war Beamten eine Eheschließung erst nach sechs Dienstjahren und dem Erreichen des 27. Lebensjahres möglich. Da sich schon bald Widerstand gegen dieses Gesetz bildete, wurde es am 28. September 1953 gelockert; der Vorgesetzte konnte eine Heiratserlaubnis erteilen.
- Bundeswehr: Die im Jahr 1958 mit Erlass[5] getroffenen Regelungen wurden in der Truppe als „Heiratserlaubnis“ bezeichnet.  Die Regelung wurde 1974 aufgehoben, findet aber bis heute bei traditionell eingestellten Offizieren ihren Widerhall, die z. B. ihren Kommandeur um Heiratsgenehmigung bitten, verbunden mit der Bitte, als Trauzeuge zu fungieren.
- Österreich: Zeitverpflichtete Soldaten des Bundesheeres bedurften noch 1973 vor der Vollendung ihres dritten Dienstjahres zur Heirat der Erlaubnis des Bundesministeriums für Landesverteidigung.[6]

## Maritagium
Die Zustimmung zur Ehe konnte auch an die Zahlung von Abgaben gebunden sein. Das Maritagium war eine bei Heirat eines Hörigen fällige Abgabe an den Grundherrn.